# Anomala herbea
Anomala herbea är en skalbaggsart som beskrevs av Lin 1981. Anomala herbea ingår i släktet Anomala och familjen Rutelidae. Inga underarter finns listade i Catalogue of Life.